# Stenodeza acuminata
Stenodeza acuminata là một loài nhện trong họ Salticidae.
Loài này thuộc chi Stenodeza. Stenodeza acuminata được Eugène Simon miêu tả năm 1900.